# Nuoto ai campionati mondiali di nuoto 2025 - 1500 metri stile libero femminili
La gara di nuoto dei 1500 metri stile libero femminili dei campionati mondiali di nuoto 2025 è stata disputata il 28 e il 29 luglio 2025 presso il Singapore Sports Hub di Singapore. Vi hanno preso parte 27 atlete provenienti da 21 nazioni.
La competizione è stata vinta dalla nuotatrice statunitense Katie Ledecky, mentre l'argento e il bronzo sono andati rispettivamente all'italiana Simona Quadarella e all'australiana Lani Pallister.

## Podio
| Posizione | Atleta            | Nazionalità |
| --------- | ----------------- | ----------- |
| Oro       | Katie Ledecky     | Stati Uniti |
| Argento   | Simona Quadarella | Italia      |
| Bronzo    | Lani Pallister    | Australia   |

## Record
Prima della competizione il record del mondo e il record dei campionati erano i seguenti:
| Record mondiale       | 15'20"48 | Katie Ledecky Stati Uniti | 14 maggio 2018 Indianapolis, Stati Uniti |
| Record dei campionati | 15'25"48 | Katie Ledecky Stati Uniti | 4 agosto 2015 Kazan, Russia              |

## Programma
| Data      | Ora (UTC+3) | Turno    |
| --------- | ----------- | -------- |
| 28 luglio | 5:29        | Batterie |
| 29 luglio | 13:12       | Finale   |

## Risultati

### Batterie
| Posizione | Batteria | Corsia | Atleta                     | Nazionalità       | Tempo    | Note |
| --------- | -------- | ------ | -------------------------- | ----------------- | -------- | ---- |
| 1         | 3        | 4      | Katie Ledecky              | Stati Uniti       | 15'36"68 | Q    |
| 2         | 2        | 4      | Lani Pallister             | Australia         | 15'46"95 | Q    |
| 3         | 2        | 3      | Simona Quadarella          | Italia            | 15'47"43 | Q    |
| 4         | 2        | 7      | Ching Hwee Gan             | Singapore         | 16'01"29 | Q,   |
| 5         | 3        | 3      | Li Bingjie                 | Cina              | 16'02"31 | Q    |
| 6         | 3        | 6      | Moesha Johnson             | Australia         | 16'05"13 | Q    |
| 7         | 3        | 5      | Anastasija Kirpičnikova    | Francia           | 16'06"97 | Q    |
| 8         | 3        | 1      | Peiqi Yang                 | Cina              | 16'08"19 | Q    |
| 9         | 2        | 5      | Isabel Gose                | Germania          | 16'08"41 |      |
| 10        | 2        | 1      | Ichika Kajimoto            | Giappone          | 16'09"65 |      |
| 11        | 2        | 6      | Jillian Cox                | Stati Uniti       | 16'09"74 |      |
| 12        | 3        | 2      | Kseniia Misharina          | Atleti Neutrali B | 16'12"35 |      |
| 13        | 2        | 8      | Caitlin Deans              | Nuova Zelanda     | 16'13"16 |      |
| 14        | 2        | 9      | Kristel Kobrich            | Cile              | 16'22"66 |      |
| 15        | 3        | 8      | Viktória Mihályvári-Farkas | Ungheria          | 16'28"04 |      |
| 16        | 3        | 7      | Eve Thomas                 | Nuova Zelanda     | 16'28"10 |      |
| 17        | 2        | 2      | Vivien Jackl               | Ungheria          | 16'29"60 |      |
| 18        | 2        | 0      | Gabrielle Roncatto         | Brasile           | 16'31"26 |      |
| 19        | 1        | 4      | Artemis Vasilaki           | Grecia            | 16'36"57 |      |
| 20        | 3        | 9      | Letícia Fassina Romão      | Brasile           | 16'37"65 |      |
| 21        | 1        | 5      | Chaeyun Kim                | Corea del Sud     | 16'47"88 |      |
| 22        | 1        | 7      | Delfina Dini               | Argentina         | 16'48"03 |      |
| 23        | 1        | 3      | Thilda Haell               | Svezia            | 16'52"74 |      |
| 24        | 1        | 2      | Anna Sofia Kalandadze      | Georgia           | 16'55"47 |      |
| 25        | 3        | 0      | Diana Durães               | Portogallo        | 16'56"80 |      |
| 26        | 1        | 6      | Catherine Van Rensburg     | Sudafrica         | 16'59"73 |      |
| 27        | 1        | 1      | Kyra Rabess                | Isole Cayman      | 17'15"71 |      |

### Finale
| Posizione | Corsia | Atleta                  | Nazionalità | Tempo    | Note           |
| --------- | ------ | ----------------------- | ----------- | -------- | -------------- |
| Oro       | 4      | Katie Ledecky           | Stati Uniti | 15'26"44 |                |
| Argento   | 3      | Simona Quadarella       | Italia      | 15'31"79 | Record europeo |
| Bronzo    | 5      | Lani Pallister          | Australia   | 15'41"18 |                |
| 4         | 2      | Li Bingjie              | Cina        | 15'49"54 |                |
| 5         | 1      | Anastasija Kirpičnikova | Francia     | 15'57"40 |                |
| 6         | 7      | Moesha Johnson          | Australia   | 16'02"45 |                |
| 7         | 6      | Ching Hwee Gan          | Singapore   | 16'03"51 |                |
| 8         | 8      | Peiqi Yang              | Cina        | 16'04"93 |                |